# Orthopelma californicum
Orthopelma californicum là một loài tò vò trong họ Ichneumonidae.